# Vionène
La Vionène est une rivière française du département Alpes-Maritimes, de la région Provence-Alpes-Côte d'Azur, et un affluent droit de la Tinée, donc un sous-affluent du fleuve le Var.

## Géographie
De 16,7 kilomètres de longueur, la Vionène prend sa source sur la commune de Beuil, à 2 400 mètres d'altitude, à 1 km au sud-ouest du Mont Mounier (2 817 m), et juste sous le col de Crousette. Dans cette partie haute, elle porte aussi le nom de Torrent de Démant jusqu'à Vignols. Après Vignols, le sentier GR5 de grande randonnée descend sa vallée. 
Globalement, la Vionène coule du nord-ouest en direction du sud-est.
Elle conflue en rive droite de la Tinée sur la commune de Saint-Sauveur-sur-Tinée, à 477 mètres d'altitude.

### Communes et cantons traversés
Dans le seul département des Alpes-Maritimes, la Vionène traverse les quatre communes suivantes, dans le sens amont vers aval, de Beuil (source), Roubion, Roure, Saint-Sauveur-sur-Tinée (confluence).
Soit en termes de cantons, la Vionène prend source dans l'ancien canton de Guillaumes, aujourd'hui le canton de Vence, conflue dans l'ancien canton de Saint-Sauveur-sur-Tinée, aujourd'hui le canton de Tourrette-Levens, le tout dans l'arrondissement de Nice et dans les intercommunalité Communauté de communes Alpes d'Azur et Métropole Nice Côte d'Azur.

### Bassin versant
La Vionène traverse une seule zone hydrographique « La Tinée du vallon de Mollières inclus au vallon de Bramafan » (Y622) de 556 km2 de superficie. Le bassin versant est occupé à 99,06 % par des « forêts et milieux semi-naturels », à 0,84 % de « territoires agricoles », à 0,15 % de « territoires artificialisés », et à 0,04 % de « surfaces en eau »,. La pente moyenne de la rivière est importante : 11,89 %.
Le bassin versant de la Vionène est de 47 km2 de superficie. Les cours d'eau voisins sont la Tinée au nord, au nord-est et à l'est, le Var au sud-est, au sud et au sud-ouest, le Tuébi et le Cians à l'ouest, et le vallon de Roya au nord-ouest,,.

### Organisme gestionnaire
Le SMIAGE ou Syndicat Mixte Inondations, Aménagements et Gestion de l'Eau maralpin, créé en le 1er janvier 2017 , s'occupe désormais de la gestion des bassins versants des Alpes-Maritimes, en particulier de celui du fleuve le Var. Celui-ci « a été reconnu comme EPTB, avec les félicitations du jury, lors de la séance du comité de bassin de l’Agence l’eau Rhône-Méditerranée-Corse du vendredi 22 juin 2018 car il porte à la fois des politiques liées à la prévention du risque inondation et la gestion des milieux aquatiques »,.

## Affluents
La Vionène a un cinq tronçons affluents référencés, tous de moins de cinq kilomètres de longueur :
- le Riou Fabre (rg[note 2]), 1,3 km sur la seule commune de Roubion.
- le Riou Blanco (rg), 1 km sur les deux communes de Roubion et Roure.
- le ruisseau de Pervoux (rg), 1,4 km sur la seule commune de Roure.
- le Vallon de Saint-Sébastien (rd), 3,6 km sur les trois communes de Beuil, Roubion, et Roure avec un affluent :
  - le valon de Fortunette ou vallon de la Frachette (rd), 2,9 km sur la seule commune de Roubion.
- le vallon du Moulin ou vallon des Douces (rd), 4,1 km sur la seule commune de Roubion.

### Rang de Strahler
Le rang de Strahler de la Vionène est donc de trois par le vallon de Saint-Sébastien.

## Hydrologie
Son régime hydrologique est dit nivo-pluvial.

## Aménagements et écologie
La Vionène est référencée et éligible pour le canyoning sur la commune de Roure, ou pour la randonnée pédestre. La Vionène est aussi connue pour ses cascades.

### Le parc national du Mercantour
La Vionène fait partie du parc national du Mercantour.

### Znieff
La Vionène est inclus dans une grande ZNIEFF de type I de 36 379 hectares, décrite depuis 1988, sur douze communes, dite ZNIEFF 930012659 - « Bassin de la Haute Tinée ».

### Pêche et AAPPMA
L'AAPPMA dite « la Moyenne Tinée » gère le bassin versant de la Vionène.